# Молодёжный дом

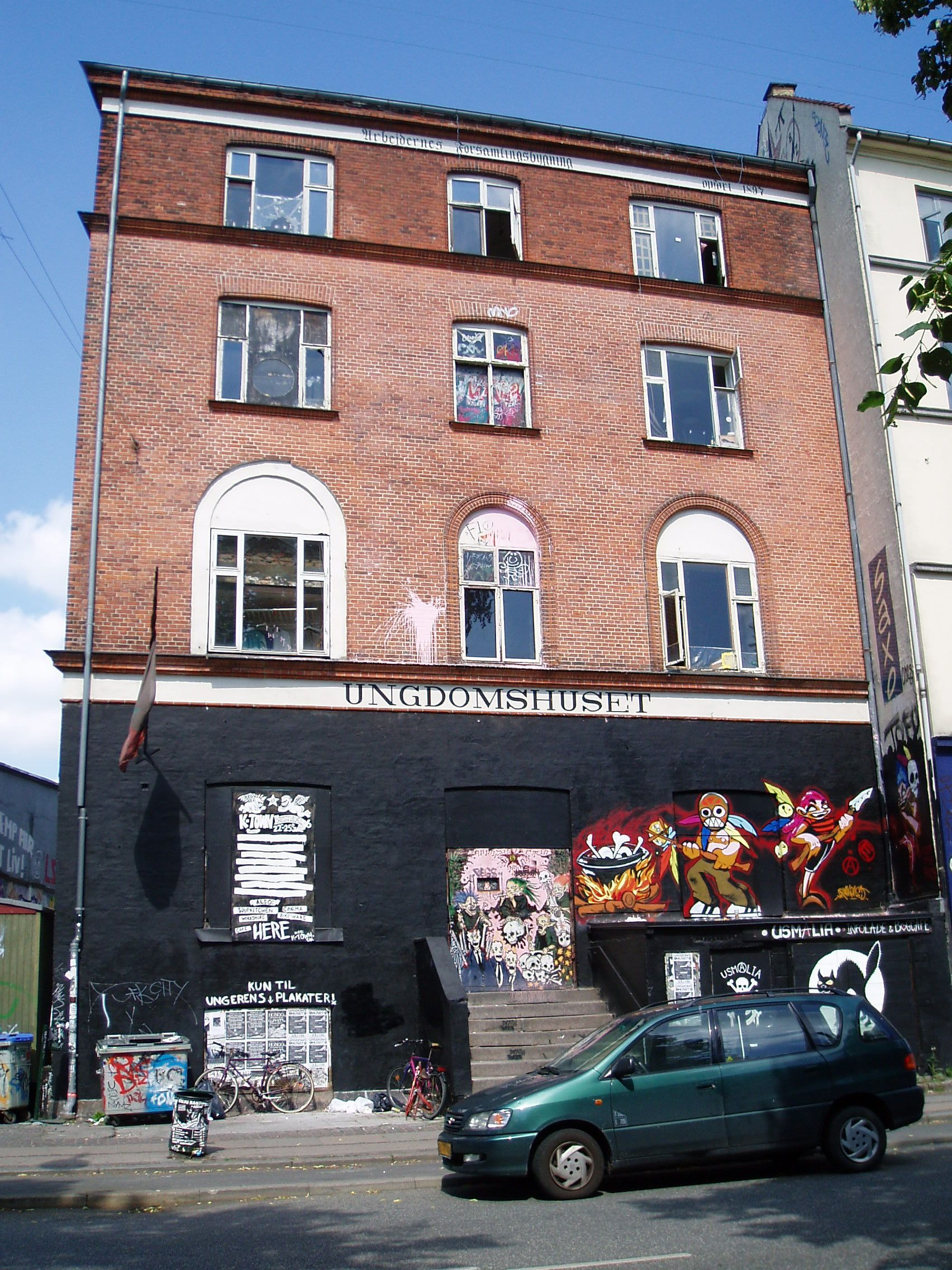
Молодёжный дом

«Молодёжный дом» (дат. Ungdomshuset, Ungeren) — название здания в Копенгагене по адресу Ягтвай (дат. Jagtvej, букв. Охотничья улица), 69, в районе Нёрребро. С 1897 года здание функционировало в качестве так называемого Народного дома (дат. Folkets Hus), где проходили собрания народного движения. Дом известен тем, что его посещали Ленин и Роза Люксембург. 
С 1982 года Молодёжный дом служил как пристанищем для андеграунда, различных маргинальных молодёжных движений, так и просто местом встреч столичной молодёжи и проведения музыкальных событий. В 1999 году власти Копенгагена продали дом евангельской церкви «Дом Отца» (дат. Faderhuset). Представители церкви потребовали осенью 2006 года от полиции очистить Молодёжный дом. Активисты молодёжных движений отказались подчиниться, и с тех пор окрестности дома стали ареной постоянных акций протеста.
1 марта 2007 года к 7 часам утра по местному времени полиции удалось захватить контроль над Молодёжным домом. В районе Нёрребро началась широкомасштабная демонстрация, последовали пожары и столкновения с полицией. Несмотря на это 5 марта в 8 часов утра начался демонтаж дома. К 23 часам 6 марта Молодёжный дом был полностью разрушен. Новое здание Молодёжного дома, где собираются разные левые, автономистские и контркультурные группы, было открыто 1 июля 2008 года после почти 16 месяцев еженедельных демонстраций.